# Nathaniel Saltonstall
Col. Nathaniel Saltonstall (également orthographié Nathanial Saltonstall ; 9 avril 1639 - 21 mai 1707) était un juge à la Cour d'Oyer et Terminer, un tribunal spécial créé en 1692 pour le procès et la condamnation de personnes, principalement des femmes, pour le crime de sorcellerie dans la province de Massachusetts Bay pendant la crise des Sorcières de Salem. Il est surtout connu pour sa démission de la cour, bien qu'il n'ait laissé aucune indication de ses sentiments envers la sorcellerie.

## Jeunesse
Nathaniel Saltonstall est né à Ipswich dans le Massachusetts en 1639, de Richard Saltonstall (1610–1694) et Murial (née Gurdon) Saltonstall (1613–1688), une fille de Brampton Gurdon. Il était le petit-fils de Sir Richard Saltonstall qui dirigea un groupe de colons anglais sur la rivière Charles pour s'installer dans ce qui est maintenant Watertown dans le Massachusetts, en 1630. Son grand-père était le neveu de Richard Saltonstall, le maire de Londres.
Il est diplômé du Harvard College en 1659, reprenant la tradition familiale de réaliser son enseignement supérieur dans cette université.

## Carrière
En 1668, Nathaniel Saltonstall commence sa carrière dans les affaires de la ville lorsqu'il est nommé greffier de la ville. Robert Moody indique qu'il était « ferme et efficace dans l'application de la loi, et pourtant, là où la loi le permettait, il était humain et flexible ». Son implication dans les affaires judiciaires et sa bonne réputation apparente l'ont rendu éligible pour servir dans les procès de sorcière de Salem, et il a été nommé juge avec six autres hommes le 27 mai 1692. Il n'y a cependant aucune preuve de sa présence à aucun des examens. En effet, il démissionna de la Cour d'Oyer et terminer aux alentours du 8 juin 1692, en même temps que le procès et la peine de Bridget Bishop pour sorcellerie. Vraisemblablement, il était « mécontent du traitement de l'affaire Bishop », et pendant un certain temps par la suite, il est resté « très insatisfait de la procédure ».
En plus du service judiciaire de la ville, il était membre de la milice locale, responsable en partie de la défense des frontières contre les Amérindiens, et il atteignit le grade de colonel.

## Vie privée
Le 29 décembre 1663, il épousa Elizabeth Ward (1647–1714), âgée de 18 ans, et acquit de son père, John Ward, le domaine connu plus tard sous le nom de Saltonstall Seat. Parmi leurs enfants, il y avait :
- Gurdon Saltonstall (1666–1724), qui deviendra gouverneur du Connecticut[3],
- Elizabeth Saltonstall (1668-1726), qui a épousé le Rév. Roland Cotton,
- Col. Richard Saltonstall (1672–1714), qui a épousé Mehitabel Wainwright[5],
- Nathaniel Saltonstall (1674–1739), qui a épousé Dorothy Frizel[6].

Saltonstall est décédé le 21 mai 1707 à Haverhill dans le Massachusetts à environ 68 ans.